# Арлезианка (фильм, 1908)

Кадр из фильма "Арлезианка"

«Арлезианка» (фр. L'arlésienne) — французский немой короткометражный художественный фильм режиссёра Альбера Капеллани по одноимённой пьесе Альфонса Доде (адаптация текста была выполнена сыном писателя, Леоном Доде). В фильме использовалась музыка к спектаклю, написанная композитором Жоржем Бизе.

## Сюжет
Молодой крестьянин влюблён в девушку, горожанку Арля. Узнав о её измене крестьянин сходит с ума и, несмотря на попытки окружающих удержать его, кончает жизнь самоубийством.

## Прокат
Съёмки «Арлезианки» начались в июне 1908 года, а уже в октябре — ноябре фильм вышел на экраны Парижа и Арля. В ролях были заняты актёры «Одеона». Успех фильм был таков, что его показывали вплоть до 1911 года. Ему был посвящён ряд статей в региональной прессе: так, «Лё куррьер дю Миди» писала о «несомненной художественной ценности» фильма.. 
«Арлезианка» демонстрировалась в Лондоне, в России фильм выпустил в прокат Торговый дом Ханжонкова. Показ «Арлезианки» в России пользовался успехом, фильм был одним из самых популярных фильмов 1908 года, уступив лишь «Убийству герцога Гиза», «Понизовой вольнице» и «Операциям профессора Дуауэна».

## В ролях
- Жан-Мари де Л’Иль[фр.]
- Жанна Грумбах (Jeanne Grumbach)
- Анри Дефонтен[фр.]
- Мадемуазель Буке (Mademoiselle Bouquet)
- Мадемуазель Бертил (Mademoiselle Bertyl)
- Анри Краусс
- Пол Капеллани[фр.]
- Стася Наперковская